# Pedro Felipe de Azúa e Iturgoyen
Pedro Felipe de Azúa e Iturgoyen (Santiago, 27 de mayo de 1693-Cartagena de Indias, 22 de abril de 1754) fue un obispo chileno.

## Biografía
Nació en Santiago de Chile unos días antes del 29 de mayo de 1693, fecha en la que fue bautizado. Era hijo de Tomás Ruíz de Azúa, natural de Ulibarrigamboa (Álava, España) y de María Catalina Iturgoyen y Amasa, chilena, de noble y acaudalada familia.

## Estudios y carrera
Estudió cursos de gramática, filosofía y teología en el real Convictorio de San Francisco Javier de Santiago, regentado por los padres jesuitas, a quienes manifestó siempre un gran afecto. En teología obtuvo allí el grado de licenciado. Luego pasó a Lima, al Colegio de San Martín; y en la Universidad de San Marcos estudió ambos derechos, civil y canónico. El 13 de febrero de 1711 se graduó de licenciado en cánones y el 29 de octubre del mismo año se estableció como abogado en Santiago, Chile. 
Dada la escasez de abogados en Chile, no le fue difícil acceder pronto a cargos de importancia, si bien esta observación no resta méritos a su personal valía, ampliamente demostrada por su intensa y fecunda actividad a lo largo de su vida. El 31 de agosto de 1715 era asesor del gobernador Juan Andrés de Ustáriz y del obispado de Santiago. El sucesor de Ustáriz, Gabriel Cano y Aponte, lo designó asesor del gobierno el 7 de enero de 1718. Fue, además, protector de los indios, auditor de guerra y asesor del cabildo o municipio. Precisamente, con poderes de esta institución municipal realizó un viaje a España.
El 16 de abril de 1722 obtuvo por oposición la canonjía doctoral de Santiago. En 1722 con solo 29 años se Ordena sacerdote de Santiago, Chile. Dado su brillante "curriculum", en el que se combinaban perfectamente una cultura amplia y una experiencia ya notable en asuntos del gobierno, Azúa empezó muy pronto a ocupar cargos importantes en la diócesis de Santiago. El 9 de mayo de 1723 tomó posesión de su canonicato, que había obtenido siendo todavía laico. Unos años después, en 1728, el obispo Al(f)onso del Pozo y Silva (1723 — 1730) lo nombró provisor y vicario general de la diócesis. Promovido éste a la sede metropolitana de Charcas, Azúa asumió el gobierno de la diócesis hasta la llegada del nuevo obispo, José Manuel de Sarricolea y Olea (1730 — 1734), en cuyo nombre tomó posesión el 11 de mayo de 1731. Sarricolea confirmó a Azúa en los cargos de provisor y vicario general. Ejérció también los cargos de examinador sinodal del obispado y comisario del Santo Oficio. El 24 de septiembre de 1732, sarricole propuso al rey el nombramiento de Azúa para el cargo de deán de la catedral de Santiago. En la carta que dirige al rey destaca las grandes cualidades de Azúa y, especialmente, sus dotes de gobierno. 
El 27 de julio de 1735 con solo 42 años, fue nombrado obispo auxiliar de Concepción, y más tarde fue designado por el papa Clemente XII, previa presentación real, obispo titular de Botri (sufragánea de Tiro, en el actual Líbano) in partibus infidelim y auxiliar de Salvador Bermúndez, obispo de Concepción (1731 — 1742).
Obtuvo el título de abogado y fue protector de indios y procurador general en Santiago. El proceso de su nombramiento se había iniciado en Madrid el 1 de abril de 1741. El 27 del mismo mes el rey hizo la presentación de Azúa al papa, y Benedicto XIV lo nombró en la fecha antes señalada. Azúa tomó posesión de su diócesis persornalmetne en la primera mitad del año siguiente, 1743. Era el decimoquinto obispo de Concepción y el segundo de nacionalidad chilena en la sede penquista. El 17 de abril de 1740 con solo 49 años, fue ordenado obispo titular de Botri, Líbano. 
Terminada la visita a Castro, Azúa decidió volver a Santiago con el objeto de buscar medios, materiales y personales, para realizar un segundo viaje a Chiloé y consolidar lo anteriormente hecho. Tras un viaje accidentado, llegó a Santiago el 10 de abril de 1742. Poco antes, se habían producido novedades importantes en la diócesis de Concepción. El 28 de febrero de 1742 Benedicto XIV trasladó a Salvador Bermúdez al obispado de La Paz, Bolivia y simultáneamente nombró a Pedro Felipe de Azúa obispo de Concepción con solo 48 años hasta 1743, siendo el artífice de la construcción de la catedral. 
Primera preocupación fue realizar la visita pastoral al obispado. Entre el 23 de agosto de 1743 y principios de 1744 recorrió las diversas zonas de su territorio, excepto naturalmente el archipiélago de Chiloé que poco antes había visitado. En plena visita, el 10 de noviembre de 1743, publicó una carta pastoral, entre cuyas determinaciones hay que destacar la relativa al establecimiento de la enseñanza de la doctrina cristiana a cargo de los curas rectores en la catedral o en su pórtico. Otro aspecto que distingue y magnifica el pontificado de Azúa es su labor, jurídica y practica, en defensa del indio. Sin embargo, lo más notable de su ministerio pastoral es el sínodo diocesano que celebró el 11 de octubre y el 13 de diciembre de 1744. En él queda recogida todo su programa pastoral. Sobre el sínodo (contenido, celebración, valoración) tratamos ampliamente en los epígrafes que siguen a éste.
Realmente, la labor de Azúa al frente de la diócesis de la Concepción, pese al corto tiempo de que se dispuso, fue extraordinariamente importante y provechosa. En un año y medio, aproximadamente, realizó justo aquello que retrata a un obispo modelo: visitó la diócesis, informándose del estado y de la necesidad de los fieles y tomando medidas oportunas de promoción y de corrección, según los casos; convocó el sínodo, cuidó diligentemente de su celebración y luchó con denuedo para que sus disposiciones fueran práctica eficaz; y completó el ordenamiento canónico de su cabildo catedralicio con las constituciones capitulares que, bajo el título de consueta, se editan en el presente volumen.
Su promoción a la sede metropolitana de Santafé (Bogotá, Colombia) cortó prematuramente su acción pastoral en Concepción, impidiéndole completar la ingente labor que se había propuesto. Azúa fue promovido a Santafé el 18 de diciembre de 1744 con solo 51 años, a los pocos días de concluir el sínodo; pero él no tuvo noticia de su ascenso hasta varios meses después, en abril de 1745. Todavía permaneció bastante tiempo en Concepción, hasta principios de 1746. En ese tiempo concluyó a su cuenta las obras de la catedral y mantuvo una dura lucha con la real audiencia de Chile para conseguir la aprobación del sínodo. En enero de 1746 consagró la catedral de Concepción. También por entonces, tomó posesión el nuevo obispo de Concepción, José de Toto y Zambrano. Azúa se trasladó a Santiago y allí siguió en su lucha por la aprobación del sínodo. También le retuvieron en Santiago determinados asuntos familiares que hubo de resolver. El 12 de abril de 1746, desde Santiago, dio poder a tres miembros del cabildo eclesiástico de Santafé para que tomaran posesión, en su nombre, del arzobispado. El 28 de agosto de 1747 el canónigo Nicolás Javier de Barazorda y Larrazábal tomó efectivamente posesión en nombre de Azúa.
El 16 de noviembre de 1747, ya de camino hacia Santafé, Azúa recibió en Popayán el palio arzobispal de manos del obispo Francisco José de Figueredo y Victoria. Finalmente, el 20 de enero de 1748 con solo 54 años, a los tres años largos de su designación, Pedro Felipe de Azúa e Iturgoyen tomó posesión personalmente del arzobispado de Santafé de Bogotá. Sucedió en la sede al agustino Diego Fermín Vergara, fallecido el 7 de febrero e 1744.
Su programa de actuación en Santafé fue similar al que, con tanto éxito, había llevado a cabo en Concepción. Realizó en cuanto pudo la visita pastoral, redactó para el cabildo catedralicio unas reglas consuetas, dado que no existían más que unas pocas ordenanzas muy antiguas hechas por prebendados sin contar con el obispo y, además, contrarias a las disposiciones tridentinas. En realidad, dichas reglas son una copia casi exacta de las que había establecido anteriormente en el obispado de Concepción de 1744. Prohibió al clero cobrar a los indios por besar el manípulo, y por extenderles el certificado de haber comulgado, la cédula de comunión. Dictó normas para tutelar la libertad de contraer matrimonio, sobre todo en favor de la mujer. Mandó que en los días festivos se cerrasen las pulperías, tabernas en las que se vendía la bebida llamada vulgarmente Chicha, por los grandísimos daños que ocasionaba, sobre todo a los indios. Prohibió a los clérigos dedicarse a negocios contrarios al estado eclesiástico; y, en primer lugar, negociar con el aguardiente. Cuidó también del embellecimiento de la catedral.
Con todo, pese a su buen hacer; o quizás, en buena medida, precisamente por ese buen hacer, Azúa no recibió el trato que cabía esperar y merecía. Al contrario, su arzobispado se desarrolló en medio de un ambiente hostil, en particular con la real audiencia de Bogotá. Así expone la situación el mismo Azúa en carta a su hermano Tomás, fechada en Tunzuelo el 30 de diciembre de 1749, con una posdata de primeros de enero de 1750:

"Yo me hallo poco menos que arrestado en un cortijo de campaña, sólo con mi hermana y sobrinos, sin ánimo de volver a la ciudad, en tanto que el rey resuelve un sinfín de diferencias que han ocurrido en la audiencia, la que manda al arzobispo más que al portero; la que tuvo audacia, cuando llegué de visita, para llevar mi equipaje y de familia a registro de caja y, aunque no se hallaron más que miserias de un pobre menaje, han persistido en procesos sobre implicaciones en algo..."

En determinados momentos Azúa se manifiesta bastante deprimido, como dominado por la ingratitud del trato recibido. Llegó a calificar a su archidiócesis de mala tierra, de infeliz país, que no se dará en el orbe gente tan desalmada. Ciertamente, las relaciones convivenciales no debían ser nada agradables. De otra parte, es muy probable que la altura de Bogotá no le sentara bien a su salud. Con todo ello, y sin voluntad ya de seguir luchando, Azúa decidió renunciar a la sede. El 28 de mayo de 1753 Benedicto XIV aceptó su renuncia y, al mismo tiempo, designó como nuevo arzobispo de Santafé de Bogotá a Francisco Javier de Arauz y Rojas. A Azúa se le concedió una pensión anual para su manutención de 8.000 pesos sobre los frutos y las rentas del arzobispado, pero llegaría a disfrutarla. El 11 de agosto de 1753 con solo 60 años, renunció como arzobispo de Santafé en Nueva Granada, Colombia.
Conocida la aceptación de su renuncia, posiblemente a mediados de 1753, Azúa se puso en camino hacia Lima (Perú), donde deseaba residir durante el resto de sus días; pero estando en Cartagena de Indias le sobrevino la muerte. Era las 21:00 de la noche del 22 de abril de 1754 y estaba a punto de cumplir los 61 años. Pedro Felipe de Azúa e Iturgoyen, que había nacido en el seno de una familia acaudalada y había gastado generosamente sus dineros en favor de la Iglesia y de los fieles, moría en una situación de gran necesidad; una paradoja más en su vida. Sus restos fueron sepultados en la iglesia de los jesuitas en Cartagena de Indias. Había sido un gran prelado.